# Netzwerk für Osteuropa-Berichterstattung
Das Netzwerk für Osteuropa-Berichterstattung (Abk.: n-ost) ist ein 2006 gegründeter, eingetragener Verein und eine internationale Nichtregierungsorganisation mit Sitz in Berlin-Kreuzberg. Der Verein hat einen ehrenamtlichen fünfköpfigen Vorstand, dem Journalisten aus mehreren Ländern angehören: Ana Gherciu, Chefredakteurin bei Moldova.org; Fatjona Mejdini, freiberufliche Journalistin; Nasta Reznikava, Journalistin, arbeitet u. a. beim unabhängigen Fernsehsender Belsat; Tamina Kutscher, Chefredakteurin bei dekoder.org; Zoltán Sipos, Journalist und Gründer von Átlátszó Erdély. In Berlin-Kreuzberg unterhält der Verein eine hauptamtlich geführte Geschäftsstelle, in der Geschäftsführer Hanno Gundert sowie mehrere journalistische und nicht-journalistische Mitarbeiter beschäftigt sind.
Im Juli 2025 wurde n-ost in Russland zur unerwünschten Organisation erklärt.

## Ziele
n-ost möchte die journalistische Berichterstattung über Osteuropa verbessern. Außerdem hat sich der Verein das Ziel gesetzt, Beiträge zur demokratischen Medienentwicklung im östlichen Europa sowie zu einer gesamteuropäischen Öffentlichkeit zu leisten. Dazu beliefert man täglich Zeitungs-, Zeitschriften- und Radio-Redaktionen in Deutschland, Österreich und der Schweiz mit Hintergrundberichten und Analysen, erstellt mit Partnern wie arte gemeinsame journalistische Serien, organisiert Fortbildungen und führte etliche Jahre lang eine große internationale Medienkonferenz in jeweils wechselnden Städten durch. Diese fanden in Berlin, Prag, Sofia, Bukarest, Rostow am Don, Pécs, Minsk, Belgrad, Lemberg, Moskau, Kiew, Warschau und Chișinău statt.

## Projekte
Außerdem organisiert n-ost verschiedene internationale medienpolitische und journalistische Projekte – zum Beispiel Recherchestipendienprogramme zu den Themen Rechtsextremismus und Antisemitismus im östlichen Europa und Erinnerungskulturen in Mittel- und Osteuropa, einen Reportagepreis, ein europäisches Online-Kulturportal sowie Reportageserien zu Schwerpunktthemen wie Altersarmut in Osteuropa, Globalisierte Arbeitswelten oder die Lage der Roma im östlichen Europa. Im Jahr 2009 hat n-ost das Projekt „20 Jahre nach der Wende“ umgesetzt und die Vergangenheitsdebatten in verschiedenen europäischen Ländern dokumentiert. Zusammen mit Access Info organisiert n-ost das gesamteuropäische Projekt Legal Leaks mit dem die Informationsfreiheitsrechte als journalistisches Rechercheinstrument gestärkt werden sollen und unter Journalisten das Bewusstsein für Datensicherheit gesteigert werden soll. Es sind fast 250 deutschsprachige Journalisten aus mehr als 20 Ländern Mitglied im Verein n-ost. Seit Mai 2008 produziert n-ost im Auftrag der Bundeszentrale für politische Bildung das dreisprachige (Deutsch, Englisch, Französisch) europäische Online-Debattenportal eurotopics.net und unterhält dafür auch ein Korrespondentennetz in allen westeuropäischen Ländern. Außerdem arbeiten mehrere journalistische Übersetzer für eurotopics. Regelmäßig organisiert n-ost auch Recherchereisen, um besondere Themen oder Regionen in den Mittelpunkt zu rücken – zum Beispiel nach Belarus, Bosnien-Herzegowina oder zu Antiziganismus in Ungarn und Energiepolitik im Dreiländereck Tschechien, Polen, Deutschland. Seit Februar 2013 ist n-ost Herausgeber des Osteuropa-Magazins ostpol.

## Beirat
In seiner Arbeit wird n-ost von einem internationalen Beirat unterstützt, dem Werner D’Inka (Herausgeber Frankfurter Allgemeine Zeitung), Sabine Adler (Leiterin Deutschlandradio-Hauptstadtstudio), Christian Böhme (Chefredakteur Jüdische Allgemeine Zeitung), Henrik Kaufholz (Chef vom Dienst Politiken, Kopenhagen), Horst Pöttker (Professor für Journalistik an der Technischen Universität Dortmund), Sonja Margolina (Publizistin), Uwe Neumärker (Geschäftsführer Stiftung Denkmal für die ermordeten Juden Europas), Tomasz Dąbrowski (Direktor des Polnischen Instituts in Berlin), Lída Rakušanová (Leiterin VLP-Institut für regionale Journalistik, Prag), Markus Hipp (Geschäftsführender Vorstand BMW Stiftung Herbert Quandt) und Uwe Leuschner (Unternehmer) angehören. Der Beirat ist nicht in die laufenden Geschäfte des Vereins n-ost eingebunden, sondern berät den Vorstand in strategischen Fragen.

## Partner
n-ost arbeitet in Deutschland und auf internationaler Ebenen eng mit anderen Journalistenvereinigungen und Netzwerken, die ähnliche Ziele verfolgen, zusammen – unter anderem mit der Journalistenvereinigung Netzwerk Recherche, der Pressefreiheit-Organisation Reporter ohne Grenzen, der spanischen Informationsfreiheits-NGO Access Info, der South East Europe Media Organisation SEEMO, der Open Knowledge Foundation, der polnischen Stiftung Medientandem und der ungarischen Bálint György Journalistenakademie. Bei seinen Projekten arbeitet n-ost mit verschiedenen Stiftungen und Institutionen zusammen, unter anderem mit der OSZE, Stiftung Erinnerung, Verantwortung und Zukunft, Bundesstiftung zur Aufarbeitung der SED-Diktatur, der Friedrich-Ebert-Stiftung, der Heinrich-Böll-Stiftung der Robert Bosch Stiftung, Open Society Institute, dem Institut für Auslandsbeziehungen, der BMW-Stiftung Herbert Quandt, dem Deutsch-Tschechischen Zukunftsfonds, der Alfred Toepfer Stiftung F.V.S., der Konrad-Adenauer-Stiftung, der Friedrich-Naumann-Stiftung für die Freiheit, Renovabis, der Allianz Kulturstiftung und dem Goethe-Institut. n-ost ist institutionelles Mitglied im Forum Medien und Entwicklung (FoME), im Freedom of Information Advocates Network (FOIAnet) und in der Deutschen Gesellschaft für Osteuropakunde.